# Ambarakaraka
Ambarakaraka is een plaats in Madagaskar gelegen in het district Ambilobe van de regio Diana. In 2001 telde de plaats bij de volkstelling ongeveer 16.114 inwoners.
In de plaats is basisonderwijs beschikbaar. 90% van de bevolking is landbouwer en 7% van de bevolking doet aan veelteelt. Er wordt met name rijst verbouwd, maar koffie, catechu en peper komt ook voor. Verder is 3% van de bevolking werkzaam in de dienstensector.